# جیامپاولو منیکلی
جیامپاولو منیکلی (به ایتالیایی: Giampaolo Menichelli) بازیکن فوتبال و اهل ایتالیا است 

## تیم ملی
از سال ۱۹۶۲ میلادی عضو تیم ملی فوتبال ایتالیا بوده و در ۹ بازی ملی حضور داشته‌است. او در بازی‌های ملی‌اش ۱ گل به ثمر رساند.
جیامپاولو منیکلی آخرین بازی ملی خود را در سال ۱۹۶۴ میلادی انجام داد.